# Østlandet
Pour les articles homonymes, voir Ostland.

L'Østland (en bokmål : Østlandet ; en nynorsk : Austlandet) est l’une des cinq grandes régions géographiques (landsdel) de la Norvège. Il correspond à l’Est du pays et comprend les fylkes de Vestfold og Telemark, Viken, Oslo et Innlandet.
Son nom, Østlandet (« Le pays de l'Est ») l'oppose à l'autre région Vestlandet (« Le pays de l'Ouest »).